# Acústica

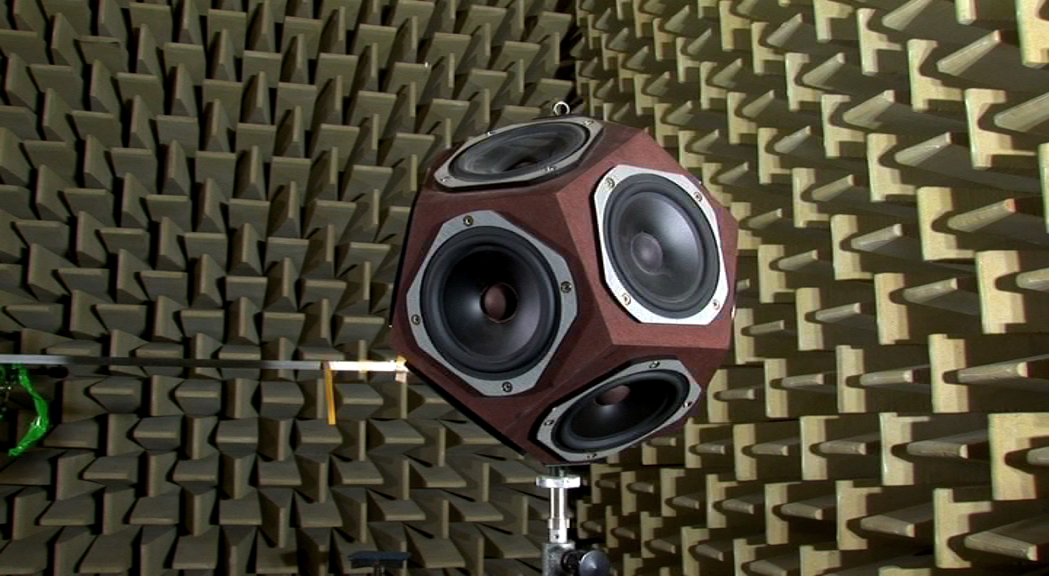
Fonte de som omnidirecional em uma câmara anecoica.

A acústica é o ramo da física associado ao estudo do som e dos fenômenos a ele relacionados. O som é um fenômeno ondulatório causado pelos mais diversos objetos e se propaga através dos diferentes estados físicos da matéria.
Em acústica temos: fontes sonoras; meios de propagação com anteparos que causam difração, reflexão ou absorção; e receptores. As fontes sonoras podem ser abstraídas para pontuais, em linha ou de superfície. Além disso, as fontes sonoras podem ter padrões de diretividade diferentes, como os monopolos, dipolos, quadrupolos e outros; muito estudados na aeroacústica, uma subdivisão da acústica.
O meio de propagação do som possui propriedades físicas que podem ser mensuradas, e em geral a pressão sonora é a propriedade de maior interesse. A pressão sonora é uma oscilação da pressão absoluta do meio no qual a onda se propaga. No caso do ar no planeta Terra, a pressão atmosférica possui uma ordem de grandeza muito maior que a pressão sonora, sendo a primeira da ordem de 10 325 Pa, e a pressão sonora audível de 20 micro Pa até cerca de 1 000 Pa. Veja que a pressão sonora audível varia tanto com a frequência na qual a onda sonora se propaga, esse estudo está associado a audibilidade, um tópico da psicoacústica.
A onda sonora pode ser descrita em termos de uma equação matemática contendo a amplitude da pressão sonora e uma relação de fase da pressão e da velocidade de partícula, para um ponto do espaço no meio que a onda se propaga. Essa equação considera a velocidade da onda sonora no meio e, em geral, tal velocidade varia com a temperatura do meio de propagação.
A fonte omnidirecional ao lado é um dodecaedro que emite sons em todas as direções, com o objetivo de simular uma fonte pontual sem diretividade preferencial. Já a câmara anecoica, é uma sala desenvolvida com o objetivo de simular um campo livre, ou seja, sem reflexões sonoras. O som gerado em uma câmara anecoica, desenvolvida primeiramente por Leo Beranek, é absorvido em cerca de 99% em suas cunhas anecoicas posicionadas em todas as paredes, piso e teto.
A acústica é uma disciplina da Mecânica, em especial a ondulatória, que trata de fenômenos dinâmicos com ondas em propagação.

## Exemplo de ramos da ciência que estudam os fenômenos acústicos
Os ramos científicos que estudam as propriedades acústicas, a propagação do som e efeitos são os mais diversos. Entre estes destacam-se:

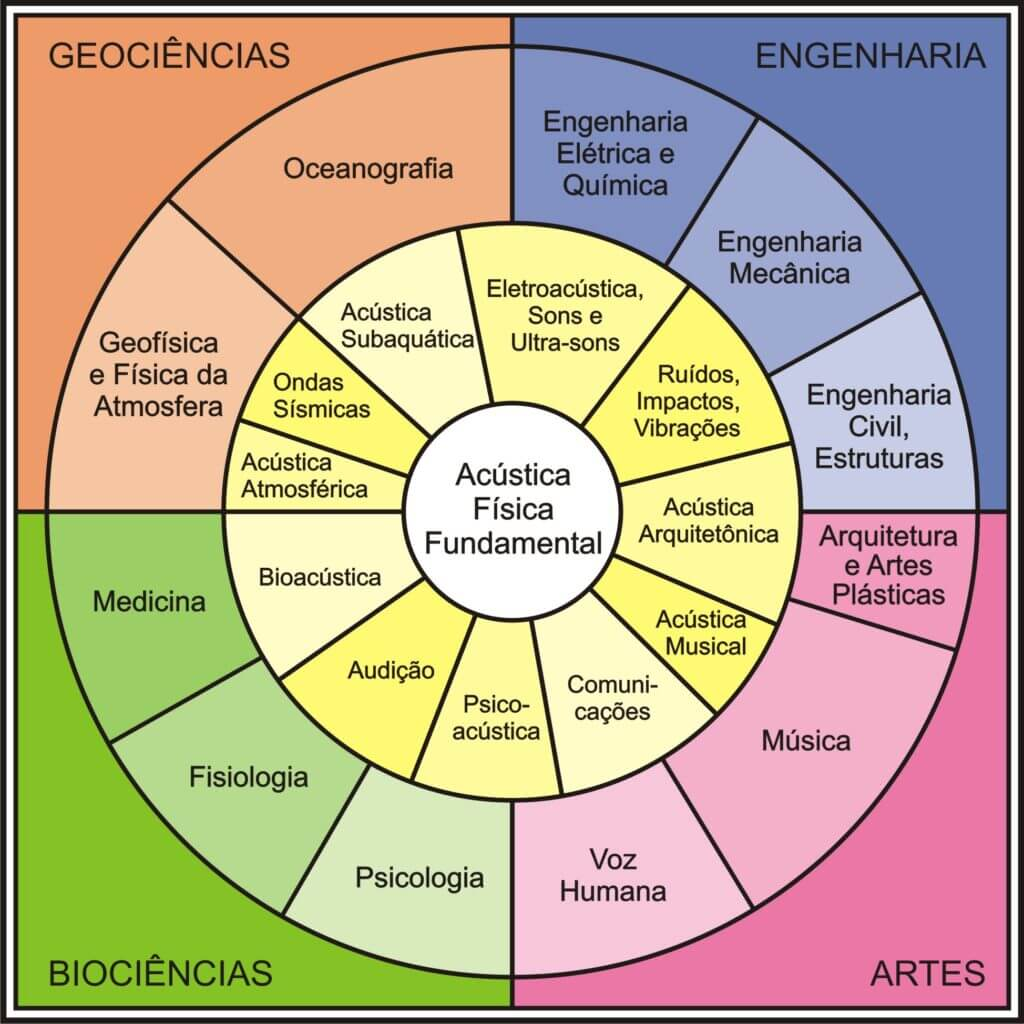
A acústica e a diversas áreas que a compõem, na chamada Lindsay's Wheel (Roda de Lindsay)Adaptado de Robert Bruce Lindsay “Acoustical News: Report to the National Science Foundation on Conference on Education in Acoustics“, J. Acoust. Soc. Am. V. 36, p. 224-2243 (1964)

### Engenharia acústica
A engenharia acústica é a parte da engenharia que estuda a resolução de problemas relacionados ao som. O estudo pode se dar em termos de ruído, e vibração. Isto se aplica a diversas situações práticas como controle de ruído industrial, controle de ruído ambiental, acústica arquitetônica, controle de vibrações em máquinas e equipamentos, reprodução, auralização e síntese de fontes sonoras, e assim por diante. Há hoje no Brasil um único curso superior oferecido pela Universidade Federal de Santa Maria, no Rio Grande do Sul. No entanto, a pesquisa em engenharia acústica vem sendo conduzida em muitas universidades brasileiras, notadamente nos departamentos de Engenharia Mecânica, Engenharia Elétrica e Física. Destaque para o programa de Pós Graduação em Engenharia Mecânica da Universidade Federal de Santa Catarina, onde o Laboratório de Vibrações e Acústica  tem grande contribuição na formação de pesquisadores e cientistas brasileiros.

### Física acústica
No espaço livre, a intensidade de energia da onda diminui na medida em que ela se afasta da fonte sonora. Quando é dobrada a distância entre a fonte e o receptor, a intensidade do som cai 6 dB em campo livre e considerando uma fonte pontual e 3 dB considerando uma fonte de linha sobre um plano refletor.
Uma fonte sonora produz variações de pressão no ar, diminuindo sua densidade, comprimindo-o numa onda progressiva, cujo formato esférico se move à velocidade de 340 m/s.
Otto von Guericke, em 1650, provou que o som não se propaga no vácuo.
Jakob I. Bernouilli e Leonhard Euler, no século XIX demonstraram que ao vibrarem hastes metálicas, foi possível determinar variações de velocidades do som em diferentes meios físicos.
Os fenômenos físicos relacionados à acústica são a ressonância e o Efeito Doppler.

### Psicoacústica
A psicoacústica se preocupa com as sensações auditivas produzidas pelo som audível.

#### Som audível
Som torna-se audível se a pressão sonora for entre 0,00002 Pa e 200 Pa e a frequência estiver entre 20 e 20 000 Hz.

#### Sensibilidade do sistema auditivo
A sensibilidade auditiva está máxima entre 600 e 4 000 Hz, e diminui significativamente abaixo e acima desses limites como mostra a curva do limiar da audição.
A sensação de volume sonoro pode ser aproximada por uma grandeza que depende de forma logarítmica da grandeza física pressão sonora. Esta grandeza é o nível de pressão sonora NPS que usa a pseudounidade decibel - dB - para indicar que se trata de uma grandeza logarítmica. Usa-se a décima parte (deci) do Bel dado que 1 dB corresponde aproximadamente à menor diferença de volume sonoro que é percebida. A pressão de 0,00002 Pa (menor pressão sonora que produz uma sensação auditiva) corresponde a 0 dB e a maior pressão sonora audível que é de 200 Pa corresponde a 140 dB.

#### O sistema auditivo como analisador sonoro
Em 1863, Helmholtz fez estudos sobre a análise dos sons e a teoria da audição para explicar como se faz, na cóclea (parte anterior do labirinto, ou orelha interna), a discriminação da frequência dos sons. Porém, foi Békésy quem conseguiu explicar nos anos 1940 como funciona a discriminação das frequências dos sons no ouvido interno.

#### Fenômenos psicoacústicos
Os fenômenos psicofísicos (psicoacústicos) relacionados à acústica são o eco, a reverberação, o batimento, o volume sonoro, a intensidade de flutuação, a agudeza, a tonalidade e a roughness.

### Acústica arquitetônica
Os especialistas de acústica arquitetônica estudam o comportamento do som em recintos fechados ou semiabertos e a transmissão sonora entre recintos. A absorção do som é importante no caso de se estudar o comportamento do som em recintos fechados ou semiabertos, a fim de garantir boa inteligibilidade da fala ou da música, conforto ambiental. O isolamento sonoro nas edificações em geral, assim como nos projetos urbanísticos, é importante para minimizar a propagação de sons indesejados e assim minimizar os efeitos negativos dos mesmos. Exemplos da acústica arquitetônica são as conchas acústicas de teatro ao ar livre ou a acústica em igrejas.
Numa sala fechada, a onda sonora é refletida várias vezes pelas paredes, teto e piso. Chamamos esse fenômeno de reverberação, sendo que o tempo de reverberação é definido como o intervalo de tempo que leva para um som interrompido decair 60 dB nesta sala fechada. Cada sala possui um valor ideal em termos do tempo de reverberação, dependendo do uso do ambiente.

### Acústica ambiental
Os especialistas em acústica ambiental estão preocupados com a proteção do ruído aéreo, rodoviário, ferroviário e ruído gerado pelos equipamentos para os receptores sensíveis ao ruído, tais como habitações, escolas, hospitais, áreas verdes protegidas, etc..
Em muitos países (e em muitos municípios) as leis preveem limites de emissão de ruído destes emissores. Estes limites podem ser absolutos ou relativos ao ruído medido acima da introdução da nova fonte de ruído.
O manejo do ruído ambiental é feito através da monitorização do ruído, a modelagem do ruído gerado pela introdução de novas fontes, e determinação das medidas de mitigação em conformidade com os limites da lei (ou pelo menos chegar perto desses limites por todos os meios práticos possíveis).
As medidas de mitigação mais eficazes são as fontes, mas nem sempre a mitigação é possível. A segunda alternativa é introduzir barreiras acústicas entre as fontes e os receptores. Se esta alternativa não é praticável, a mitigação deve acontecer no receptor, por exemplo com a introdução de janelas de painel duplo.

### Acústica musical
A observação de que a altura do som produzido por uma corda vibratória varia com o seu comprimento é atribuída a Pitágoras (século VI a.C.) descoberta que o levou à da escala musical, em que ainda se baseia a música ocidental.
Na música, a acústica é importantíssima, pois sem o estudo desta não é possível o desenvolvimento e o processo de criação artística. Sem o estudo do som, suas combinações, harmonia, interações entre as notas musicais não existe.
A área da acústica musical é parte da musicologia sistemática, e combina conhecimentos da física, organologia, psicoacústica, história da música, teoria musical, ciência dos materiais, ciência da voz, dentre outras.

### Medicina e fonoaudiologia
A medicina e a fonoaudiologia são as áreas que mais estudam os efeitos benéficos e maléficos da acústica na fisiologia humana. O interesse é focado nas pregas vocais e no sistema auditivo humano.
Além disso, usam-se diferentes métodos acústicos para alívio de dores, destruição de cálculos, tratamentos dos mais diversos e para o diagnóstico, por exemplo no caso do estetoscópio ou do ultrassom.

### Aeroacústica
A Aeroacústica estuda a propagação sonora na presença de escoamento de fluidos. O escoamento pode ocasionar som, sendo no caso de tubos algo desejável tendo por exemplo instrumentos musicais (flautas, órgãos, trompetes, trombones, saxofones, e outros). Entretanto, o som gerado pela interação do escoamento com superfícies rígidas pode ocasionar ruídos indesejáveis. A Aeroacústica computacional ou CAA (Computational AeroAcoustics) é o ramo da aeroacústica que estuda a modelagem de fenômenos acústicos usando programas de computador que aliam simulações da mecânica dos fluidos com fenômenos ondulatórios e sonoros.

## Outras áreas
Além dos ramos da ciência citados acima, existem muitos outros que se utilizam do som e da acústica como ferramentas de trabalho. Através do estudo e da análise do espectro sonoro e suas inter-relações com o meio.